# Casa Planells
Casa Planells je budova na adrese  Avinguda Diagonal č.p 332, Barcelona. Navrhl ji španělský architekt Josepm Maria Jujol mezi lety 1923 a 1924 na zakázku pro společnost Evelí Planells. Stojí na na rohu ulic Avinguda Diagonal a Carrer de Sicília v Barceloně na malém trojúhelníkovém pozemku. Umístění domu umožnilo vytvořit jedinečný design v rámci katalánského modernismu, zůstal zde však patrný anachronismus. V interiéru dominuje kované točité schodiště, které je vedeno po celé délce budovy, se zábradlím z tepaného železa. Někteří autoři, jako je Solà-Morales a Carlos Floresse  ho srovnávají s německými expresionisty, například s Erichem Mendelsohnem. Patří mezi španělskou „kulturní památkou lokálního významu“.

## Popis
Budovu navrhl architekt Josep Maria Jujol v letech 1923 až 1924. Dokončena byla ve třicátých letech dvacátého století. Stojí v lichoběžníkovém bloku domů definovaných dispozicí ulice Avinguda Diagonal a ulicemi Valencia, Sicília. 
Dům byl postaven na pozemku o výměře asi 80 {\displaystyle m^{2}}. Má sedm výškových úrovní, které tvoří přízemí, mezanin, „hlavní podlaží“, tvořící přesah nad přízemím a další čtyři podlaží. Poslední podlaží tvoří podkroví s terasou.
Přízemí je definováno samostatně a od zbytku fasády ho odlišuje úprava otvorů pro dveře a okna, které mají  zakřivené linie. Označuje původní velikost půdorysu stavby. Horní patra byla řešena tak, že vystupují zvlněnými převisy do prostoru a umožnily architektovi na malé parcele získat další prostor. Přízemí má dvě úrovně. Spodní část tvoří mezanin a komerční prostory, které se částečně nacházejí pod úrovní ulice a do jeho prostor se schází po schodech. V přízemí je vchod na sousední pozemek a umožňuje také přístup do menší haly.
Architekt se snažil o vytvoření větších prostor v budově. Vytvořil tak dvoupodlažní prostory v každém z bytů na straně Sicilské ulice. Zde je postavena jakási tribuna, kterou sdílejí dva pokoje nad sebou. Do mezipatra, kde se nachází horní místnost, se vchází po schodišti. Hlavní podlaží má uzavřenou galerii. V ostatních patrech mají balkony.
Zůstaly zachovány původní podlahy v hlavním patře a zábradlí, charakteristické svou ruční, uměleckou prací. Prosakování vody způsobovalo zhoršování stavu domu. V roce 2012 byla nemovitost částečně zakryta sítí.

### Galerie

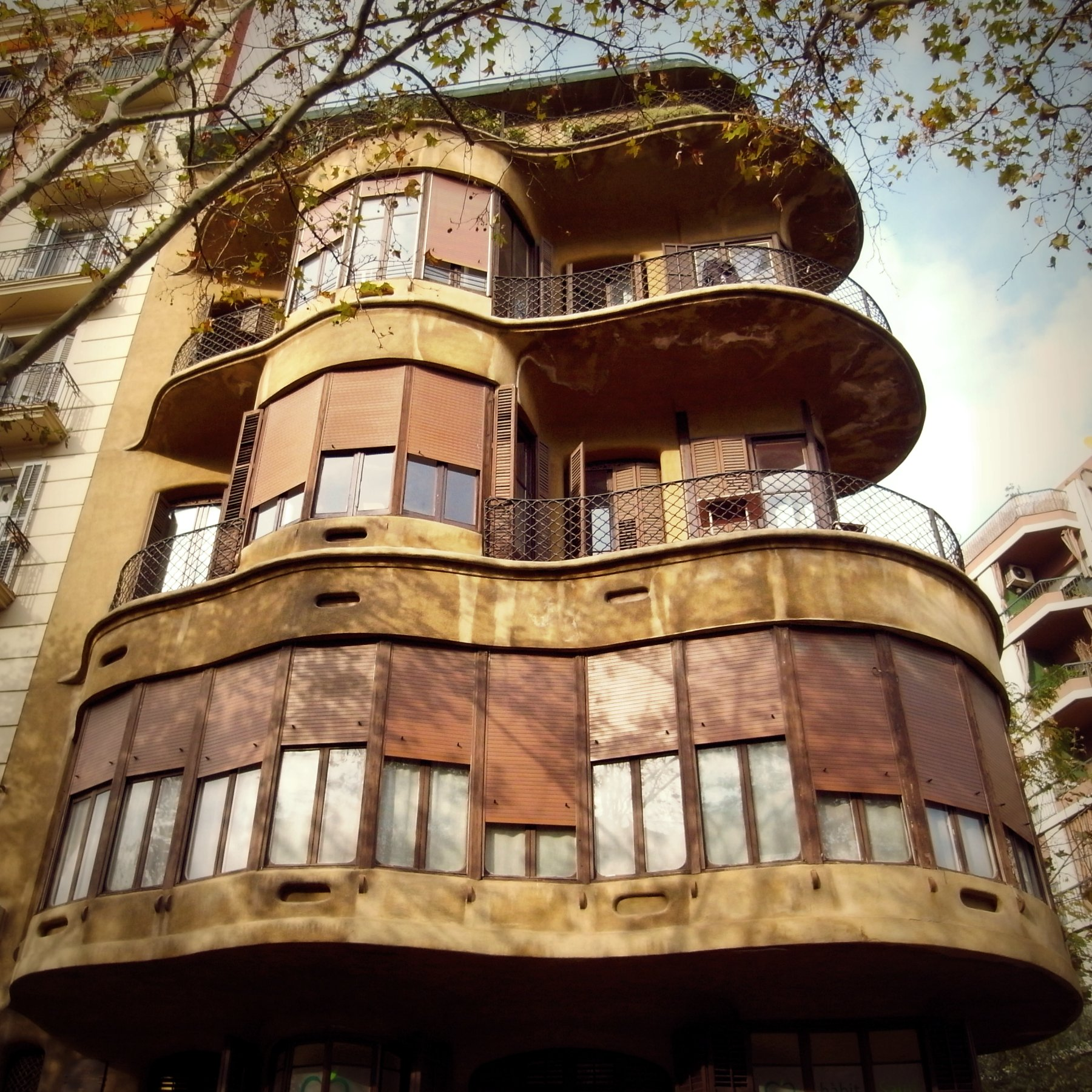
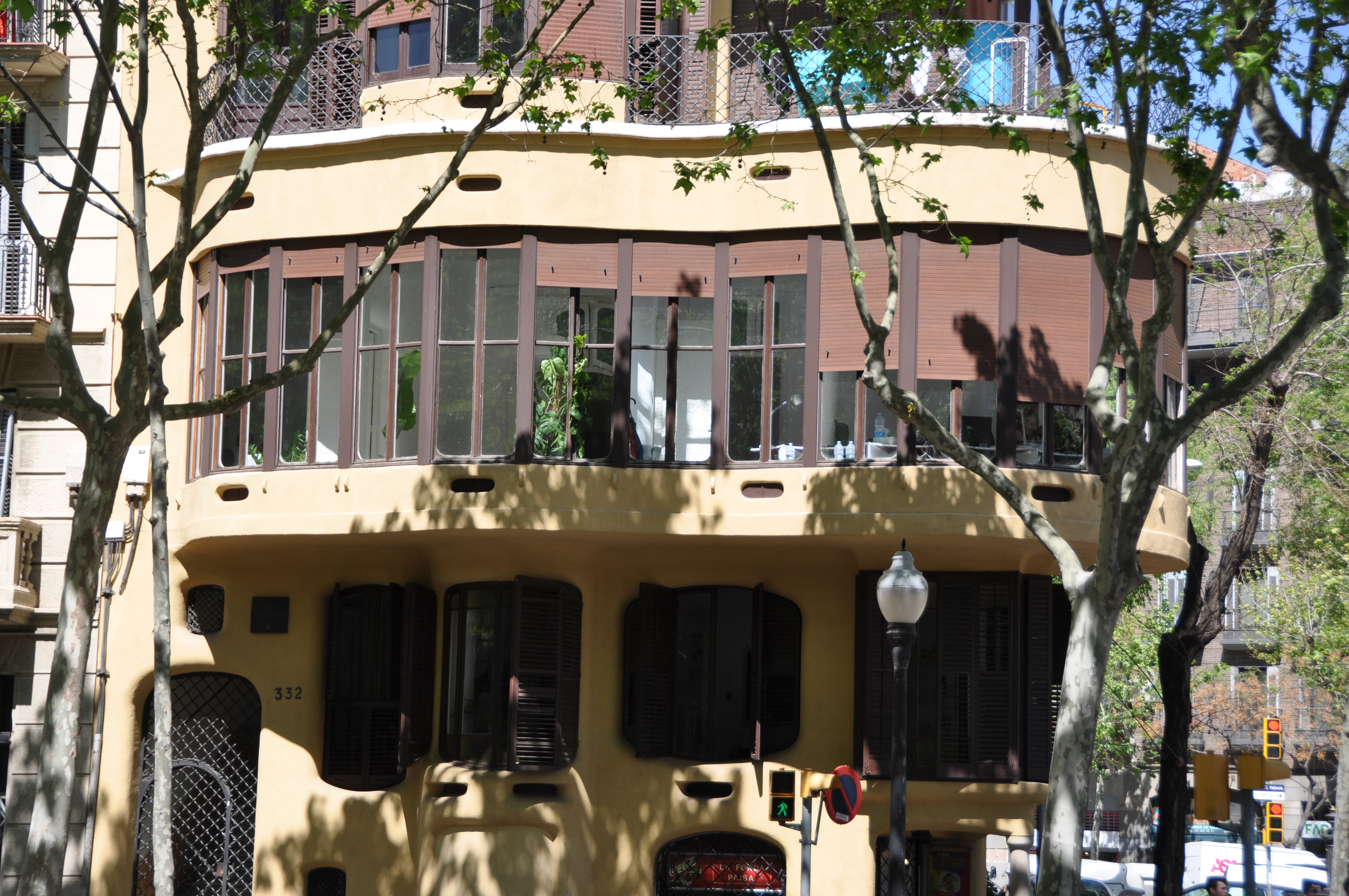
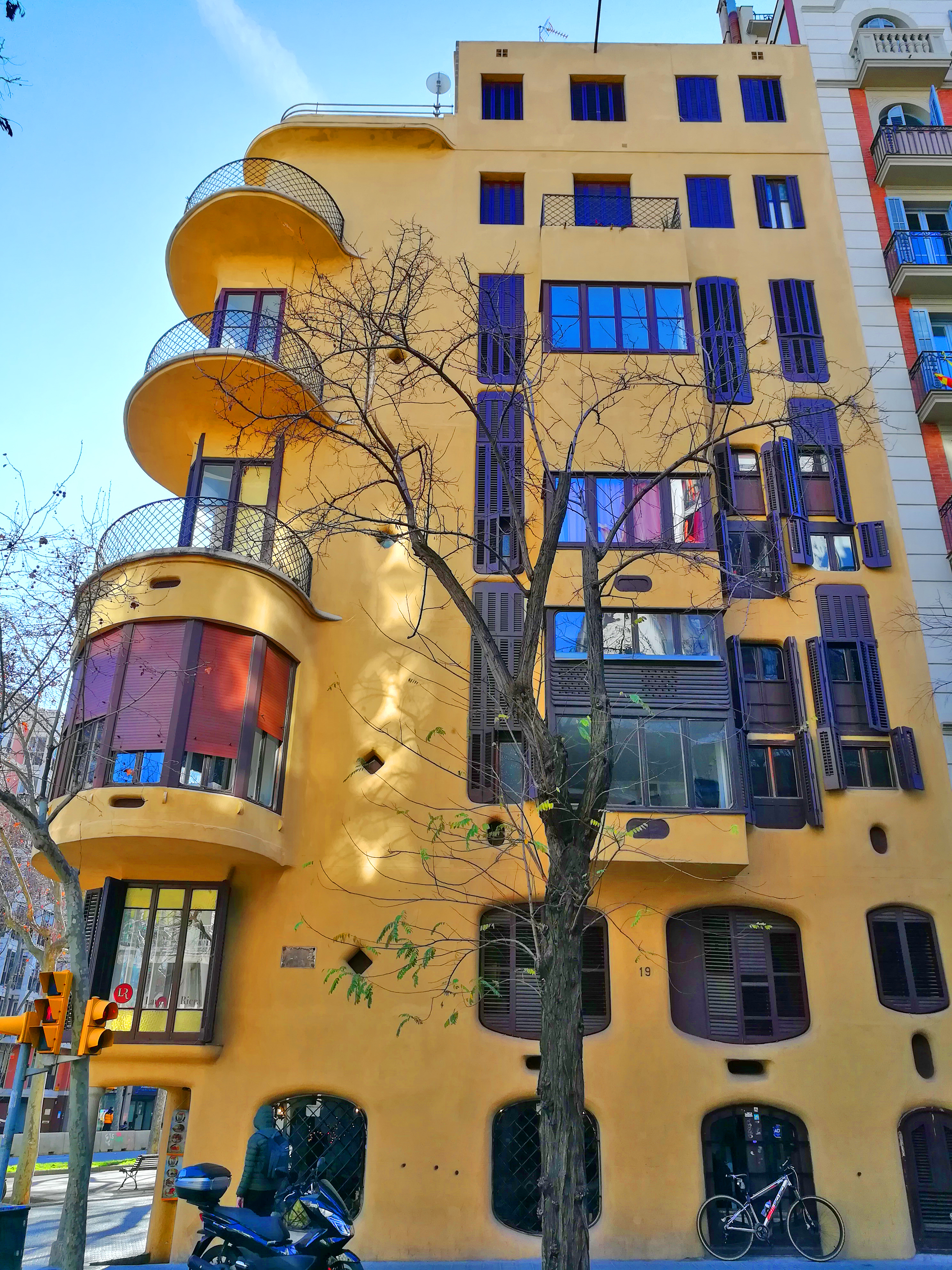
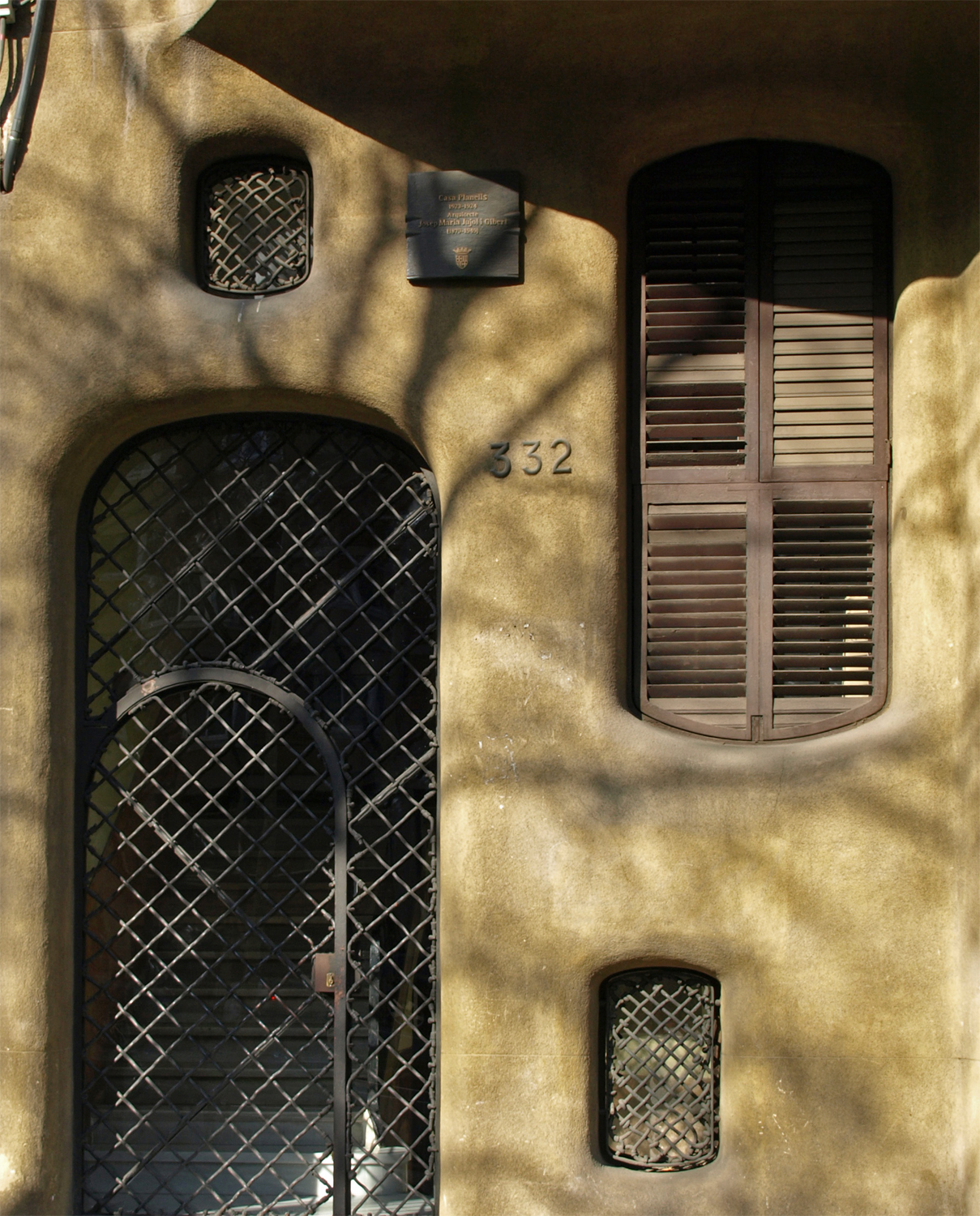

Různé pohledy na dům